# فرقة الإنزال الجوي الثانية والعشرون (فيرماخت)
فرقة المشاة 22 فرقة مشاة ألمانية متخصصة في الحرب العالمية الثانية. كانت طريقة النقل الأساسية هي الطائرات الشراعية. لعبت الفرقة دورًا مهمًا في تطوير عمليات الهجوم الجوي الحديثة. 

## القادة
- Generalleutnant أدولف ستراوس (15 أكتوبر 1935 - 10 نوفمبر 1938)
- Generalleutnant Hans Graf von Sponeck (10 نوفمبر 1938 - 10 أكتوبر 1941)
- General der Infanterie لودفيغ وولف(10 أكتوبر 1941 - 1 أغسطس 1942)
- General der Infanterie Friedrich-Wilhelm Müller (1 أغسطس 1942 - 15 فبراير 1944)
- اللواء هينريش كريب (15 فبراير 1944 - 26 أبريل 1944)
- الجنرال هيلموت فريب (1 مايو 1944 - 15 أبريل 1945)
- اللواء جيرهارد كون (16 أبريل 1944 - 15 مايو 1945)

## يعمل التشاور
- Burkhard Müller-Hillebrand (1969). Das Heer 1933-1945. Entwicklung des organisatorischen Aufbaues (بالألمانية). Frankfurt am Main: Mittler. Vol. Vol. III: Der Zweifrontenkrieg. Das Heer vom Beginn des Feldzuges gegen die Sowjetunion bis zum Kriegsende. p. 286. {{استشهاد بكتاب}}: |المجلد= يحوي نصًّا زائدًا (help)
- Georg Tessin (1970). Verbände und Truppen der deutschen Wehrmacht und Waffen-SS im Zweiten Weltkrieg, 1939 - 1945 (بالألمانية). Frankfurt am Main: Mittler. Vol. Vol. IV: Die Landstreitkräfte 15 -30. {{استشهاد بكتاب}}: |المجلد= يحوي نصًّا زائدًا (help)